# La Providencia, Baja California
La Providencia är en ort i Mexiko.   Den ligger i kommunen Ensenada och delstaten Baja California, i den nordvästra delen av landet, 2 100 km nordväst om huvudstaden Mexico City. La Providencia ligger 49 meter över havet och antalet invånare är 1 253.
Terrängen runt La Providencia är platt åt sydväst, men åt nordost är den kuperad. Runt La Providencia är det glesbefolkat, med 8 invånare per kvadratkilometer. Närmaste större samhälle är Camalú, 16,7 km sydost om La Providencia. Trakten runt La Providencia består till största delen av jordbruksmark.